# Andrés Madrid
Andrés Madrid (Mar del Plata, 29 de Julho de 1981) é um ex-jogador e treinador de futebol argentino. Actualmente é treinador no Sport Clube Melgacense. É irmão do ex-jogador argentino Martín Madrid.
Começou a sua carreira como jogador de futebol nos juvenis do clube argentino Platense. Posteriormente, destacou-se como centro médio, no Gimnasia.
Estreou-se no campeonato português em 2004, quando integrou o plantel do Sporting Clube de Braga; altura em que Jesualdo Ferreira era, então, o treinador.
Durante a primeira metade da época de 2008/2009, com a chegada de Jorge Jesus ao clube minhoto, perdeu titularidade. No fim de Janeiro de 2009 foi emprestado ao Porto, treinado por Jesualdo Ferreira. No início da época 2009/2010 regressou ao plantel do Sporting de Braga, permanecendo no clube por mais uma época. Em 2011/2012 jogou pelo Nacional.
Em 2013 integrou o plantel do Clube Recreativo e Desportivo do Libolo na Liga Angolana.
Um ano depois, regressou a Portugal, onde jogou pelo Mirandela e o Vianense, onde terminou a carreira como jogador em 2016.
Desde então exerce como treinador de futebol.

## Títulos
Porto
- Campeonato Português: 2008-09
- Taça de Portugal: 2008-09